# Брандиви
Брандиви (фр. Brandivy) насеље је и општина у северозападној Француској у региону Бретања, у департману Морбијан која припада префектури Ван.
По подацима из 2011. године у општини је живело 1251 становника, а густина насељености је износила 48,34 становника/km². Општина се простире на површини од 25,88 km². Налази се на средњој надморској висини од 78 метара (максималној 171 m, а минималној 28 m).

## Демографија
| 1962. | 1968. | 1975. | 1982. | 1990. | 1999. | 2011. |
| ----- | ----- | ----- | ----- | ----- | ----- | ----- |
| 745   | 831   | 753   | 753   | 856   | 930   | 1.251 |

График промене броја становника у току последњих година